# Jules Battesti
Pour les articles homonymes, voir Battesti.
Jules Augustin Williams Léon Battesti (Gravelines, 6 avril 1858 – Reims, 25 septembre 1914) est un officier général français.
C'est l'un des 42 généraux français morts au combat durant la Première Guerre mondiale.

## Biographie
Né à Gravelines, dans le Nord, il est le fils d'un lieutenant au 16e régiment d'infanterie Jacques Augustin Battesti et de Zoé Flavie Idrag Grady.
Après ces études au Prytanée militaire de La Flèche, il intègre l'École spéciale militaire de Saint-Cyr en 1877 (promotion de Novi Bazar).
En 1879, il en sort 188e sur 340 élèves et affecté au 122e régiment d'infanterie (RI) à Montpellier comme sous-lieutenant.
En 1880, il est muté au 8e RI à Saint-Omer.
Le 29 septembre 1884, il est promu lieutenant et est affecté au 73e RI à Béthune.
Il se marie à Boulogne-sur-Mer, le 21 octobre 1884 avec Dorothée Céline Ernestine Dubourt.
De cette union naissent trois filles : Louise Félicie Augustine (1885-1953) ; Andrée (1888-1975) ; Dorothée (1907-1972).
Le 29 novembre 1884, est muté à sa demande dans la gendarmerie (compagnie de gendarmerie du Cher, à Bourges), puis, en janvier 1886 à la compagnie du Pas-de-Calais, à Saint-Pol-sur-Ternoise.
Le 25 septembre 1890, il intègre le régiment d'infanterie de la Garde républicaine, en vue d'entrer, un mois plus tard à l'École supérieure de Guerre.
Il passe capitaine le 12 février 1892 et, est muté à la compagnie de gendarmerie des Bouches-du-Rhône, à Arles.
Le 30 novembre 1892, il obtient le brevet d’état-major.
Le mois suivant, il est muté à la compagnie de gendarmerie du Vaucluse, à Avignon.
Il est placé hors cadre afin de suivre le stage d'état-major à la place forte d’Épinal, du 17 décembre 1892 au 30 avril 1894.
Le 5 octobre 1895, il est affecté à la compagnie de gendarmerie de la Seine-Inférieure, au Havre.
Le capitaine Battesti fait campagne en Algérie du 14 octobre 1899 au 14 mai 1900 en qualité d'officier d'ordonnance du général, commandant la division à Oran.
Il est nommé chef d'escadron le 24 avril 1900, et est affecté à la compagnie de l'Indre.
Le 12 juillet 1901, il prend le commandement d'un escadron de cavalerie de la Garde républicaine.
Il est nommé chevalier de la Légion d'honneur le 11 janvier 1902.
De 1904 à 1905, il commande l'école des aspirants de la gendarmerie.
Le 24 juin 1906, il obtient le grade de lieutenant-colonel, avec le commandement de la 4e légion de gendarmerie au Mans.
Avant de prendre le commandement de la 11e légion à Nantes.
Il est promu colonel, le 1er avril 1911, commandant de la légion de gendarmerie à Lille.
Le 11 décembre 1912, le colonel Battesti devient inspecteur général du 3e arrondissement de gendarmerie.
À ce poste, il est promu général de brigade le 20 décembre 1913.

### Première Guerre mondiale
Le 3 août 1914, le général Battesti prend le commandement de la 104e brigade d'infanterie (BI) au sein de la 52e division d'infanterie de réserve.
La division est déployée du 9 au 13 août autour de  Mézières, avec mission de garder les ponts de la Meuse, de Mézières jusqu'à Givet.
Les unités de la division sont engagées lors de la bataille de la Meuse le 28 août autour de Frénois et de Donchery, puis se replient le 29 août.
Le 2 septembre, à la suite du limogeage du général Coquet, Battesti est placé à la tête de la 52e division d'infanterie.
Il est tué à son poste de commandement pendant le bombardement du 25 septembre 1914  par un obus de 210 mm dans la rue de Cernay à Reims,.
Son décès est déclaré à Cernay-lès-Reims.
Il est cité, à titre posthume, à l'ordre de l'armée :

« En pleine bataille de la Marne, fit preuve de brillantes qualités d'énergie, d'une froide bravoure et un complet mépris du danger, restant jours et nuits au milieu de ses troupes les plus avancées à la ligne. Chargé de missions offensives au nord-est de Reims, toujours au péril de sa vie, trouva une mort glorieuse sur le champ de bataille le 25 septembre 1914. »

— Citation à l'ordre de l’armée, le 6 juillet 1918.
Reconnu « mort pour la France », son corps reposa au cimetière de l’Ouest à Reims avant d'être inhumé au cimetière de l'Est à Boulogne-sur-Mer.

## Décorations
Chevalier de la Légion d'honneur (décret du 30 décembre 1901)

 Croix de guerre 1914–1918, palme de bronze (une citation à l'ordre de l’armée, le 6 juillet 1918 - à titre posthume)

 Médaille coloniale (agrafe Sahara)

## Postérité
Son nom est inscrit au monument des Généraux morts au Champ d'Honneur 1914-1918 de l'église Saint-Louis à l'Hôtel des Invalides de Paris.
En 1927, une stèle est érigée à l'endroit où il fut tué.
Plusieurs casernes de gendarmerie portent le nom du général Battesti (Ajaccio, Mérignac, Reims et Rouen).
Reconnu par ses pairs comme excellent cavalier, une plaque est apposée à la caserne Vérines (une des casernes de la Garde républicaine) à Paris et le manège du quartier des Célestins, état-major de la Garde républicaine et du régiment de cavalerie, porte son nom.
À l'École des officiers de la Gendarmerie nationale (EOGN), un amphithéâtre porte son nom.

## Sources et références
- Archives municipales de la Ville de Gravelines.

1. ↑  « https://francearchives.fr/fr/file/ad46ac22be9df6a4d1dae40326de46d8a5cbd19d/FRSHD_PUB_00000355.pdf »
2. ↑  Originaire de Polveroso en Corse.
3. ↑  Acte de naissance no 43/1858 de la commune de Gravelines.
4. ↑  Jean Boÿ, « Historique de la 62e promotion de l’École spéciale militaire de Saint-Cyr (1885-1887), promotion de Novi Bazar » [PDF], sur www.saint-cyr.org, Association des élèves et anciens élèves de l'école spéciale militaire de Saint-Cyr (Saint-Cyrienne), 28 juin 2011 (consulté le 29 octobre 2014), p. 3 et 5.
5. ↑  Acte de mariage no 277/1884 de la commune de Boulogne-sur-Mer.
6. ↑  Le 31 octobre 1890.
7. ↑  Le 30 décembre 1892.
8. ↑  « Jules Augustin Williams Léon Battesti », base Léonore, ministère français de la Culture.
9. ↑  Journal de marches et des opérations (JMO) de la 104e BI, cote SHD 26 N 525/1, ministère français de la Défense.
10. ↑  La 104e BI est composée des 320e RI de Péronne et 245e RI de Laon de la 52e division de réserve, formée avec des réservistes de la 2e région militaire.
11. ↑  JMO de la 52e DI, cote SHD 26 N 364/1, ministère français de la Défense.
12. ↑  JMO de la 52e DI, cote SHD 26 N 364/1, ministère français de la Défense.
13. ↑  JMO du service de santé divisionnaire de la 52e DI, cote SHD 26 N 365/1, ministère français de la Défense.
14. ↑  Fiche Mort pour la France.
15. ↑  Jean-Yves Sureau, Les rues de Reims : mémoire de la ville, Reims, 2002.
16. ↑  Relevé du mémorial des généraux 1914-1918, Hôtel des Invalides
17. ↑  209, rue de Cernay à Reims, 49° 15′ 28″ N, 4° 03′ 31″ E.